# Mulcent
Mulcent est une commune française située dans le département des Yvelines en région Île-de-France.

## Géographie

### Situation
Le territoire de la commune de Mulcent s'étend sur le plateau agricole du Mantois non loin de Septeuil. Le relief est peu marqué, l'altitude variant généralement entre 110 et 120 mètres.
Le bourg est constitué d'habitations individuelles rassemblées autour d'une grosse ferme.

### Communes voisines
Les communes sont Montchauvet au nord-ouest, Civry-la-Forêt au sud-ouest, Orvilliers et Prunay-le-Temple au sud, Septeuil à l'est et Courgent au nord.

### Hameaux de la commune
La Mare aux Clercs.

### Voies de communication et transports

#### Réseau routier
Les communications sont assurées par la route départementale RD 983 qui relie Mantes-la-Jolie à Houdan, et par la voirie locale qui relie la commune à ses voisines.

#### Bus
La commune est desservie par les lignes 2 et 60 du réseau de bus Centre et Sud Yvelines.

### Climat
Pour des articles plus généraux, voir Climat de l'Île-de-France et Climat des Yvelines.
En 2010, le climat de la commune est de type climat océanique dégradé des plaines du Centre et du Nord, selon une étude du CNRS s'appuyant sur une série de données couvrant la période 1971-2000. En 2020, Météo-France publie une typologie des climats de la France métropolitaine dans laquelle la commune est exposée à un climat océanique et est dans la région climatique Sud-ouest du bassin Parisien, caractérisée par une faible pluviométrie, notamment au printemps (120 à 150 mm) et un hiver froid (3,5 °C).
Pour la période 1971-2000, la température annuelle moyenne est de 10,6 °C, avec une amplitude thermique annuelle de 14 °C. Le cumul annuel moyen de précipitations est de 676 mm, avec 10,9 jours de précipitations en janvier et 8,4 jours en juillet. Pour la période 1991-2020, la température moyenne annuelle observée sur la station météorologique la plus proche, située sur la commune de Magnanville à 10 km à vol d'oiseau, est de 11,6 °C et le cumul annuel moyen de précipitations est de 641,5 mm,. Pour l'avenir, les paramètres climatiques de la commune estimés pour 2050 selon différents scénarios d'émission de gaz à effet de serre sont consultables sur un site dédié publié par Météo-France en novembre 2022.

## Urbanisme

### Typologie
Au 1er janvier 2024, Mulcent est catégorisée commune rurale à habitat dispersé, selon la nouvelle grille communale de densité à sept niveaux définie par l'Insee en 2022.
Elle est située hors unité urbaine. Par ailleurs la commune fait partie de l'aire d'attraction de Paris, dont elle est une commune de la couronne,. Cette aire regroupe 1 929 communes,.

### Occupation des solssimplifiée
Le territoire de la commune se compose en 2017 de 96,63 % d'espaces agricoles, forestiers et naturels, 1,7 % d'espaces ouverts artificialisés et 1,67 % d'espaces construits artificialisés.
L'espace urbain est très limité (2 % du total), la majeure partie du territoire est consacrée à l'agriculture. la partie boisée représente environ 10 % du total, répartie en plusieurs parcelles très dispersées.

## Toponymie
Le nom de la localité est attesté sous les formes Morcincto au IXe siècle, Mulcent en 1351, Mulsan, Mulsang en 1553, Mulsent en 1757.
Issu du latin muro cinctus, c'est-à-dire « domaine entouré d'un mur ».

## Histoire
La paroisse a appartenu à l'abbaye Saint Germain-des-Prés dès 820, jusqu'au XIe siècle où elle fait construire une église. L'église dédiée à saint Étienne est détruite à la Révolution. Elle se trouvait au bout et à gauche du chemin allant de la Croix Saint Étienne à l'actuelle rue de Courgent.
En 1553, « le bailliage de la Forest-de-Civry s'estand en huict paroisses, savoir est : la paroisse de ladite Forest, Saint-Lubin, Orval, Gressey, Orvilliers, Tacoignières, Boissets et Meulsang (Mulcent) ». « Le soubs le bailliage de la Forest-de-Civry, assavoir : ledit Orvilliers et Meulsang (Mulcent) ».
En 1700, Philippe-Alexandre Vialard, est « seigneur d'Orvilliers et de Meulsan (Mulcent) ».
Une  chapelle attenante à la ferme de Mulcent a été édifiée au début du XIXe siècle. Elle est détruite en août 1944, par une bombe perdue.
Le 13 juin 1937, inauguration de l'adduction d'eau potable. Une nouvelle église, de construction légère, fut édifiée en 1946, sur la route de Montchauvet, à côté d'une grande mare. La tempête de la fin décembre 1999 a endommagé l'édifice.

## Politique et administration

### Liste des maires
| Période                                  | Période  | Identité        | Étiquette | Qualité |
| ---------------------------------------- | -------- | --------------- | --------- | ------- |
| Les données manquantes sont à compléter. |          |                 |           |         |
| mars 1995                                | 2001     | Benjamin Pelard |           |         |
| mars 2001                                | 2008     | Benjamin Pelard |           |         |
| mars 2008                                | 2009     | Benjamin Pelard |           |         |
| novembre 2009                            | 2020     | Nicolas Pelard  |           |         |
| 2020                                     | En cours | Guy Pelard      |           |         |

### Instances administratives et judiciaires
La commune de Mulcent appartient au canton de Bonnières-sur-Seine et est rattachée à la communauté de communes du pays Houdanais.
Sur le plan électoral, la commune est rattachée à la neuvième circonscription des Yvelines, circonscription à dominante rurale du nord-ouest des Yvelines.
Sur le plan judiciaire, Mulcent fait partie de la juridiction d’instance de Mantes-la-Jolie et, comme toutes les communes des Yvelines, dépend du tribunal de grande instance ainsi que de tribunal de commerce sis à Versailles,.

## Population et société

### Démographie

#### Évolution démographique
L'évolution du nombre d'habitants est connue à travers les recensements de la population effectués dans la commune depuis 1793. Pour les communes de moins de 10 000 habitants, une enquête de recensement portant sur toute la population est réalisée tous les cinq ans, les populations de référence des années intermédiaires étant quant à elles estimées par interpolation ou extrapolation. Pour la commune, le premier recensement exhaustif entrant dans le cadre du nouveau dispositif a été réalisé en 2008.

En 2022, la commune comptait 117 habitants, en évolution de +7,34 % par rapport à 2016 (Yvelines : +2,72 %, France hors Mayotte : +2,11 %).
| 1793 | 1800 | 1806 | 1821 | 1831 | 1836 | 1841 | 1846 | 1851 |
| ---- | ---- | ---- | ---- | ---- | ---- | ---- | ---- | ---- |
| 109  | 91   | 104  | 103  | 112  | 111  | 102  | 90   | 87   |

| 1856 | 1861 | 1866 | 1872 | 1876 | 1881 | 1886 | 1891 | 1896 |
| ---- | ---- | ---- | ---- | ---- | ---- | ---- | ---- | ---- |
| 80   | 72   | 77   | 78   | 71   | 52   | 55   | 49   | 63   |

| 1901 | 1906 | 1911 | 1921 | 1926 | 1931 | 1936 | 1946 | 1954 |
| ---- | ---- | ---- | ---- | ---- | ---- | ---- | ---- | ---- |
| 63   | 47   | 37   | 36   | 33   | 37   | 74   | 61   | 48   |

| 1962 | 1968 | 1975 | 1982 | 1990 | 1999 | 2006 | 2008 | 2013 |
| ---- | ---- | ---- | ---- | ---- | ---- | ---- | ---- | ---- |
| 43   | 49   | 39   | 50   | 53   | 71   | 93   | 99   | 99   |

| 2018 | 2022 | - | - | - | - | - | - | - |
| ---- | ---- | - | - | - | - | - | - | - |
| 111  | 117  | - | - | - | - | - | - | - |

#### Pyramide des âges
En 2018, le taux de personnes d'un âge inférieur à 30 ans s'élève à 34,2 %, soit en dessous de la moyenne départementale (38 %). De même, le taux de personnes d'âge supérieur à 60 ans est de 15,3 % la même année, alors qu'il est de 21,7 % au niveau départemental.
En 2018, la commune comptait 58 hommes pour 53 femmes, soit un taux de 52,25 % d'hommes, largement supérieur au taux départemental (48,68 %).
Les pyramides des âges de la commune et du département s'établissent comme suit.
| Hommes | Classe d’âge | Femmes |
| ------ | ------------ | ------ |
| 0,0    | 90 ou +      | 1,9    |
| 0,0    | 75-89 ans    | 1,9    |
| 12,1   | 60-74 ans    | 15,1   |
| 24,1   | 45-59 ans    | 35,8   |
| 29,3   | 30-44 ans    | 11,3   |
| 8,6    | 15-29 ans    | 20,8   |
| 25,9   | 0-14 ans     | 13,2   |

| Hommes | Classe d’âge | Femmes |
| ------ | ------------ | ------ |
| 0,6    | 90 ou +      | 1,4    |
| 6      | 75-89 ans    | 7,8    |
| 13,5   | 60-74 ans    | 14,8   |
| 20,7   | 45-59 ans    | 20,1   |
| 19,6   | 30-44 ans    | 19,9   |
| 18,5   | 15-29 ans    | 16,8   |
| 21,2   | 0-14 ans     | 19,2   |

### Enseignement
La commune n'a pas d'école.

## Économie
- Agriculture : grande culture céréalière.

## Culture locale et patrimoine

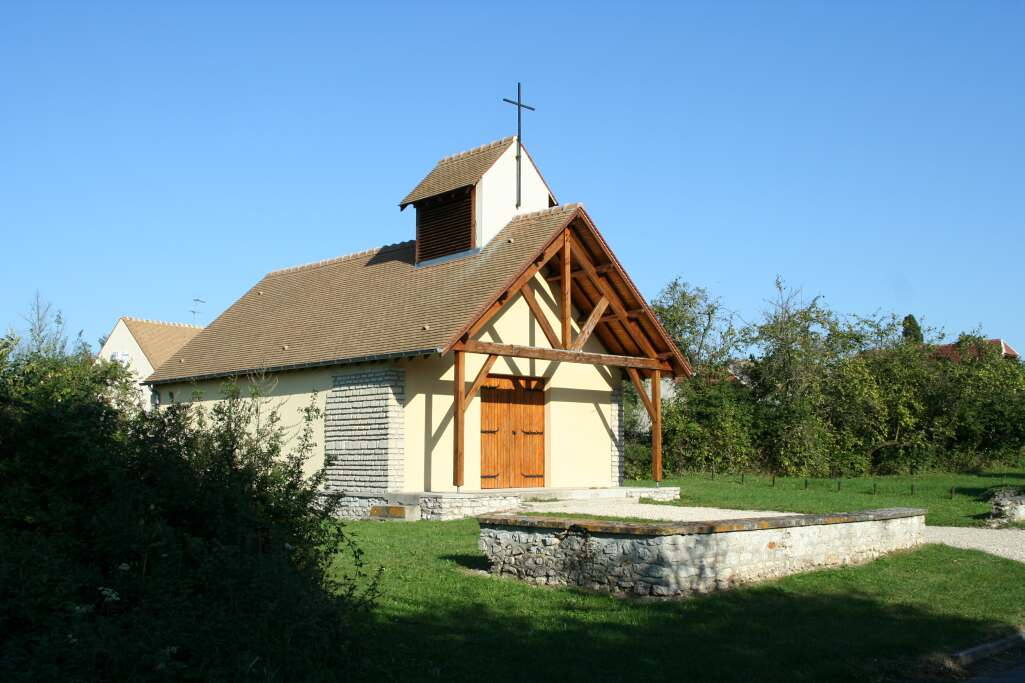
La chapelle Saint-Étienne de Mulcent.

### Lieux et monuments
- Chapelle Saint-Étienne édifiée en 1946 en remplacement de la précédente détruite en 1944.